# Arrondissement de Kronach
L'arrondissement de Kronach est un arrondissement  (Landkreis en allemand) de Bavière   (Allemagne) situé dans le district (Regierungsbezirk en allemand) de Haute-Franconie. Situé aux confins de la Thuringe et de la Bavière, son chef-lieu est Kronach. On y trouve l'extrémité méridionale des Monts de Thuringe.

## Villes, communes & communautés d'administration
(nombre d'habitants en 2006)
Villes
1. Kronach (17 955)
2. Ludwigsstadt (3 758)
3. Teuschnitz (2 184)
4. Wallenfels (3 063)

Marchés
1. Küps (8 216)
2. Marktrodach (3 983)
3. Mitwitz (3 003)
4. Nordhalben (2 012)
5. Pressig (4 237)
6. Steinwiesen (3 782)
7. Tettau (2 430)

Communes
1. Reichenbach (785)
2. Schneckenlohe (1 154)
3. Steinbach am Wald (3 561)
4. Stockheim (5 276)
5. Tschirn (587)
6. Weißenbrunn (3 103)
7. Wilhelmsthal (4 068)

Gemeindefreie Gebiete (12,71 km²)
1. Langenbacher Forst (12,71 km²)

Verwaltungsgemeinschaften
1. Mitwitz
incluant les communautés de Mitwitz (bourg) et Schneckenlohe
2. Teuschnitz
incluant les communautés de Reichenbach, Teuschnitz (ville) et Tschirn en tant que membres